# Planorbidella
Planorbidella is een geslacht van weekdieren uit de klasse van de Gastropoda (slakken).

## Soorten
- Planorbidella depressa Warén & Bouchet, 1993
- Planorbidella planispira (Warén & Bouchet, 1989)